# Campeonato da Europa de Atletismo de 2018 - 800 m masculino
A prova dos 800 metros masculino do Campeonato da Europa de Atletismo de 2018 foi disputada entre os dias 9 e 11 de agosto de 2018 no Estádio Olímpico de Berlim em Berlim,  na Alemanha. 

## Recordes
Antes desta competição, os recordes mundiais e do campeonato nesta prova eram os seguintes:
|                       | Nome            | Nacionalidade     | Tempo    | Local   | Data                 |
| --------------------- | --------------- | ----------------- | -------- | ------- | -------------------- |
| Recorde mundial       | David Rudisha   | Quênia            | 1m40s91  | Londres | 9 de agosto de 2012  |
| Recorde do campeonato | Olaf Beyer      | Alemanha Oriental | 1m43s 84 | Praga   | 31 de agosto de 1978 |
| Recorde europeu       | Wilson Kipketer | Dinamarca         | 1m41s11  | Colônia | 24 de agosto de 1997 |

## Medalhistas
| Ouro               | Prata                | Bronze                      |
| Adam Kszczot (POL) | Andreas Kramer (SWE) | Pierre-Ambroise Bosse (FRA) |

## Cronograma
Todos os horários são locais (UTC+2).
| Data         | Hora  | Evento    |
| ------------ | ----- | --------- |
| 9 de agosto  | 11:30 | Bateria   |
| 10 de agosto | 19:32 | Semifinal |
| 11 de agosto | 20:30 | Final     |

## Resultados

### Bateria
Qualificação: 3 atletas de cada bateria  (Q) mais os 4 melhores qualificados (q). 
| Posição | Bateria | Raia | Atleta                | Nacionalidade        | Tempo   | Notas                |
| ------- | ------- | ---- | --------------------- | -------------------- | ------- | -------------------- |
| 1       | 4       | 1    | Adam Kszczot          | Polónia              | 1:46.31 | Q                    |
| 2       | 2       | 2    | Mateusz Borkowski     | Polónia              | 1:46.41 | Q                    |
| 3       | 4       | 7    | Amel Tuka             | Bósnia e Herzegovina | 1:46.47 | Q                    |
| 4       | 2       | 8    | Álvaro de Arriba      | Espanha              | 1:46.48 | Q                    |
| 5       | 2       | 3    | Lukáš Hodboď          | Chéquia              | 1:46.50 | Q,                   |
| 6       | 4       | 4    | Daniel Rowden         | Grã-Bretanha         | 1:46.59 | Q                    |
| 7       | 2       | 4    | Thomas Roth           | Noruega              | 1:46.70 | q                    |
| 8       | 2       | 6    | Guy Learmonth         | Grã-Bretanha         | 1:46.75 | q                    |
| 9       | 2       | 5    | Yevhen Hutsol         | Ucrânia              | 1:46.97 | q                    |
| 10      | 4       | 8    | Daniel Andújar        | Espanha              | 1:46.99 | q                    |
| 11      | 4       | 2    | Gabriel Tual          | França               | 1:47.26 |                      |
| 12      | 4       | 6    | Elliott Crestan       | Bélgica              | 1:47.35 |                      |
| 13      | 2       | 1    | Sven Cepuš            | Croácia              | 1:47.56 |                      |
| 14      | 3       | 3    | Andreas Kramer        | Suécia               | 1:47.87 | Q                    |
| 15      | 3       | 1    | Andreas Bube          | Dinamarca            | 1:47.94 | Q                    |
| 16      | 1       | 3    | Saúl Ordóñez          | Espanha              | 1:47.95 | Q                    |
| 17      | 1       | 5    | Michał Rozmys         | Polónia              | 1:48.01 | Q                    |
| 18      | 1       | 1    | Elliot Giles          | Grã-Bretanha         | 1:48.05 | Q                    |
| 19      | 2       | 7    | Christoph Kessler     | Alemanha             | 1:48.13 |                      |
| 20      | 3       | 7    | Pierre-Ambroise Bosse | França               | 1:48.14 | Q                    |
| 21      | 4       | 5    | Žan Rudolf            | Eslovênia            | 1:48.24 |                      |
| 22      | 3       | 4    | Benedikt Huber        | Alemanha             | 1:48.33 |                      |
| 23      | 1       | 8    | Tamás Kazi            | Hungria              | 1:48.37 |                      |
| 24      | 3       | 8    | Simone Barontini      | Itália               | 1:48.53 |                      |
| 25      | 4       | 3    | Markus Einan          | Noruega              | 1:48.55 |                      |
| 26      | 3       | 5    | Filip Šnejdr          | Chéquia              | 1:48.70 |                      |
| 27      | 1       | 4    | Cosmin Trofin         | Roménia              | 1:48.85 |                      |
| 28      | 1       | 7    | Mark English          | Irlanda              | 1:48.98 | Recorde da temporada |
| 29      | 3       | 2    | Zak Curran            | Irlanda              | 1:49.31 |                      |
| 30      | 3       | 6    | Musa Hajdari          | Kosovo               | 1:49.47 |                      |
| 31      | 1       | 2    | Christos Demetriou    | Chipre               | 1:50.62 |                      |
| 32      | 1       | 6    | Abedin Mujezinović    | Bósnia e Herzegovina | DSQ     | 163.2 (b)            |
| 32      | 1       | 8    | Marc Reuther          | Alemanha             | DSQ     | 163.2 (b)            |

### Semifinal
Qualificação: 3 atletas de cada bateria  (Q) mais os  2 melhores qualificados (q). 
| Posição | Bateria | Raia | Atleta                | Nacionalidade        | Tempo   | Notas |
| ------- | ------- | ---- | --------------------- | -------------------- | ------- | ----- |
| 1       | 2       | 4    | Adam Kszczot          | Polónia              | 1:46.11 | Q     |
| 2       | 1       | 5    | Andreas Kramer        | Suécia               | 1:46.14 | Q     |
| 3       | 2       | 8    | Michał Rozmys         | Polónia              | 1:46.17 | Q,    |
| 4       | 2       | 6    | Pierre-Ambroise Bosse | França               | 1:46.21 | Q     |
| 5       | 1       | 1    | Andreas Bube          | Dinamarca            | 1:46.40 | Q     |
| 6       | 2       | 3    | Álvaro de Arriba      | Espanha              | 1:46.43 | q     |
| 7       | 1       | 8    | Mateusz Borkowski     | Polónia              | 1:46.54 | Q     |
| 8       | 2       | 2    | Lukáš Hodboď          | Chéquia              | 1:46.57 | q     |
| 9       | 2       | 7    | Thomas Roth           | Noruega              | 1:46.60 |       |
| 10      | 1       | 4    | Saúl Ordóñez          | Espanha              | 1:46.82 |       |
| 11      | 1       | 3    | Guy Learmonth         | Grã-Bretanha         | 1:46.83 |       |
| 12      | 1       | 6    | Daniel Rowden         | Grã-Bretanha         | 1:46.98 |       |
| 13      | 1       | 7    | Amel Tuka             | Bósnia e Herzegovina | 1:47.24 |       |
| 14      | 1       | 2    | Yevhen Hutsol         | Ucrânia              | 1:47.29 |       |
| 15      | 2       | 5    | Elliot Giles          | Grã-Bretanha         | 1:47.40 |       |
| 16      | 2       | 1    | Daniel Andújar        | Espanha              | 1:48.10 |       |

### Final

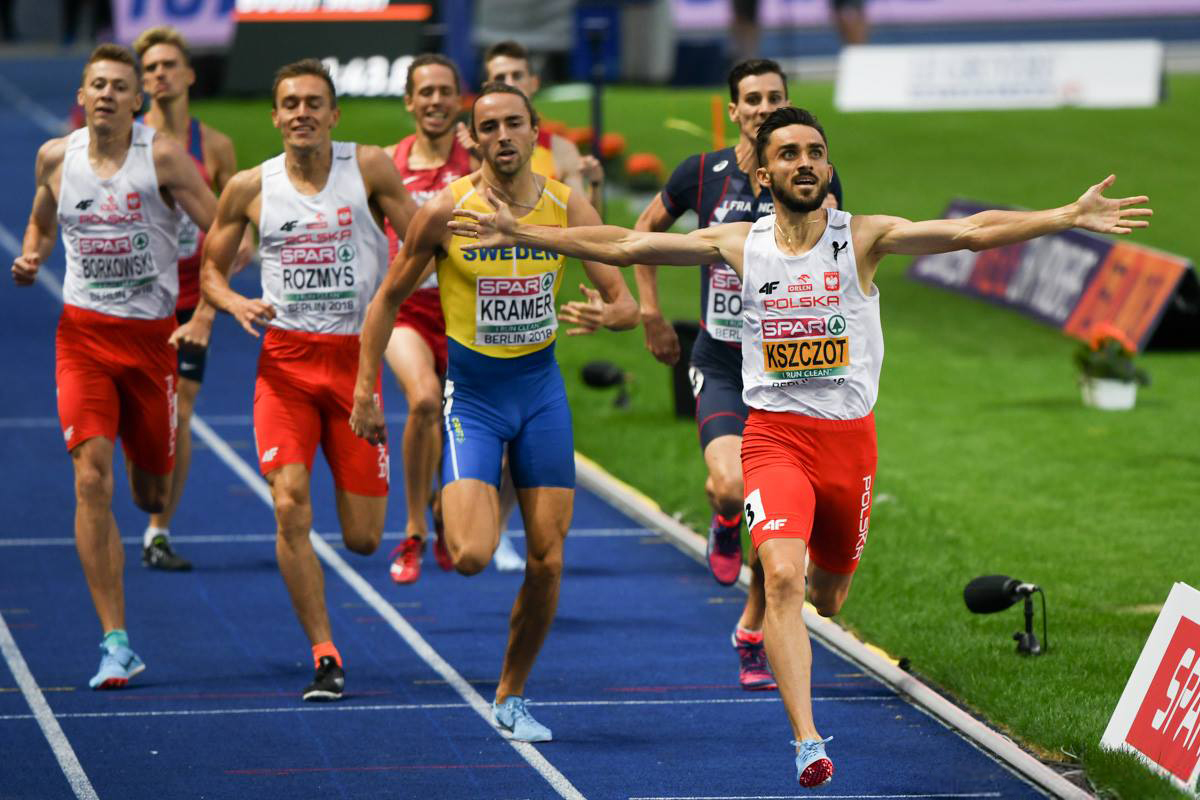
A final

| Posição           | Raia | Atleta                | Nacionalidade | Tempo   | Notas                |
| ----------------- | ---- | --------------------- | ------------- | ------- | -------------------- |
| Medalha de ouro   | 3    | Adam Kszczot          | Polónia       | 1:44.59 | Recorde da temporada |
| Medalha de prata  | 6    | Andreas Kramer        | Suécia        | 1:45.03 | =                    |
| Medalha de bronze | 4    | Pierre-Ambroise Bosse | França        | 1:45.30 |                      |
| 4                 | 7    | Michał Rozmys         | Polónia       | 1:45.32 | Recorde pessoal      |
| 5                 | 8    | Mateusz Borkowski     | Polónia       | 1:45.42 | Recorde pessoal      |
| 6                 | 1    | Andreas Bube          | Dinamarca     | 1:45.92 | Recorde da temporada |
| 7                 | 5    | Álvaro de Arriba      | Espanha       | 1:46.41 |                      |
| 8                 | 2    | Lukáš Hodboď          | Chéquia       | 1:46.60 |                      |

Legenda
| Recorde mundial       | Recorde mundial (World record)               |                       | Recorde africano                      | Recorde africano (African) |                                           | Q | Classificado por posição (Qualified) |
| Recorde do campeonato | Recorde do campeonato (Championship record)  | Recorde da América    | Recorde da América (Americas)         | q                          | Classificado por melhor tempo (Qualified) |   |                                      |
| Melhor marca do ano   | Melhor marca do ano (World leading)          | Recorde asiático      | Recorde asiático (Asian)              | DNS                        | Não largou (Did not start)                |   |                                      |
| Recorde nacional      | Recorde nacional (National record)           | Recorde europeu       | Recorde europeu (European)            | DNF                        | Não terminou (Did not finish)             |   |                                      |
| Recorde pessoal       | Recorde pessoal do atleta (Personal best)    | Recorde da Oceania    | Recorde da Oceania (Oceania)          | DSQ / DQ                   | Desclassificado (Disqualified)            |   |                                      |
| Recorde da temporada  | Recorde da temporada do atleta (Season best) | Recorde sul-americano | Recorde sul-americano (South America) | NM                         | Sem marca (No mark)                       |   |                                      |